# Euphorbia ledienii
Euphorbia ledienii är en törelväxtart som beskrevs av Alwin Berger. Euphorbia ledienii ingår i släktet törlar, och familjen törelväxter. Inga underarter finns listade i Catalogue of Life.

## Bildgalleri

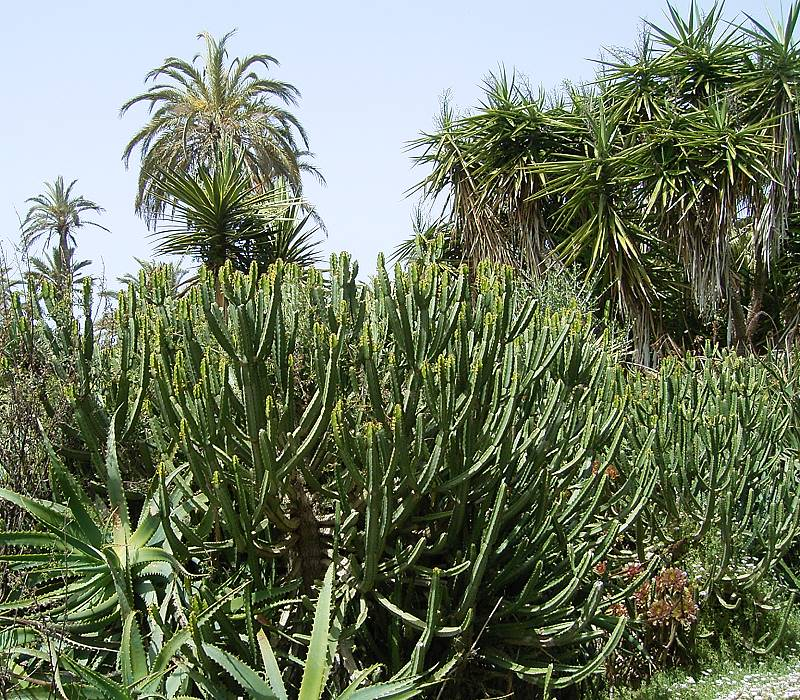
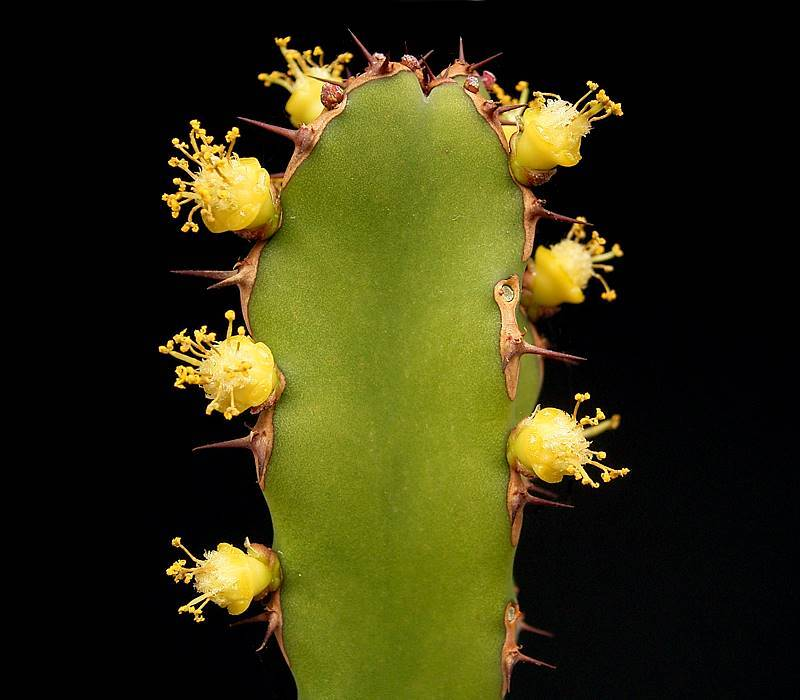
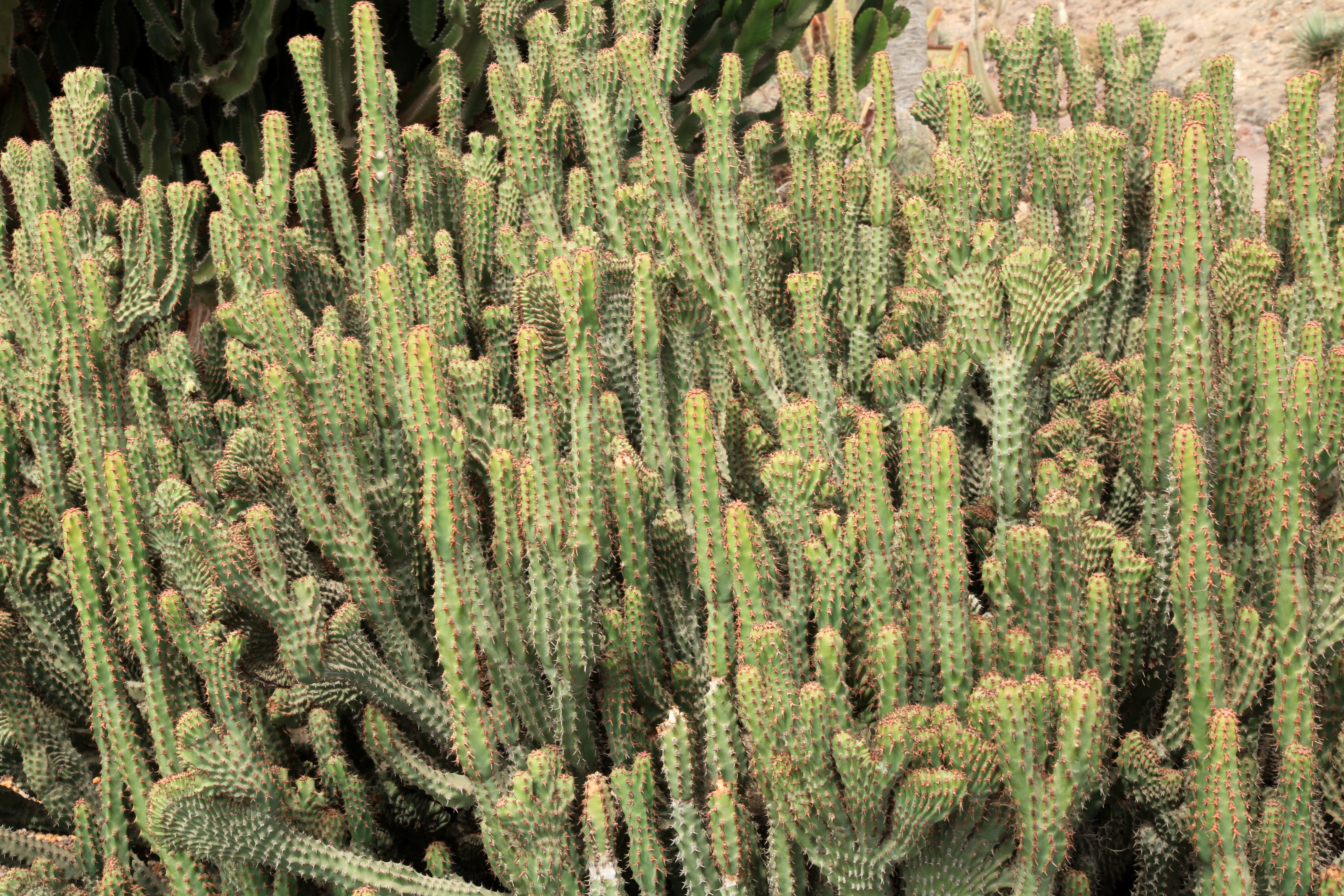
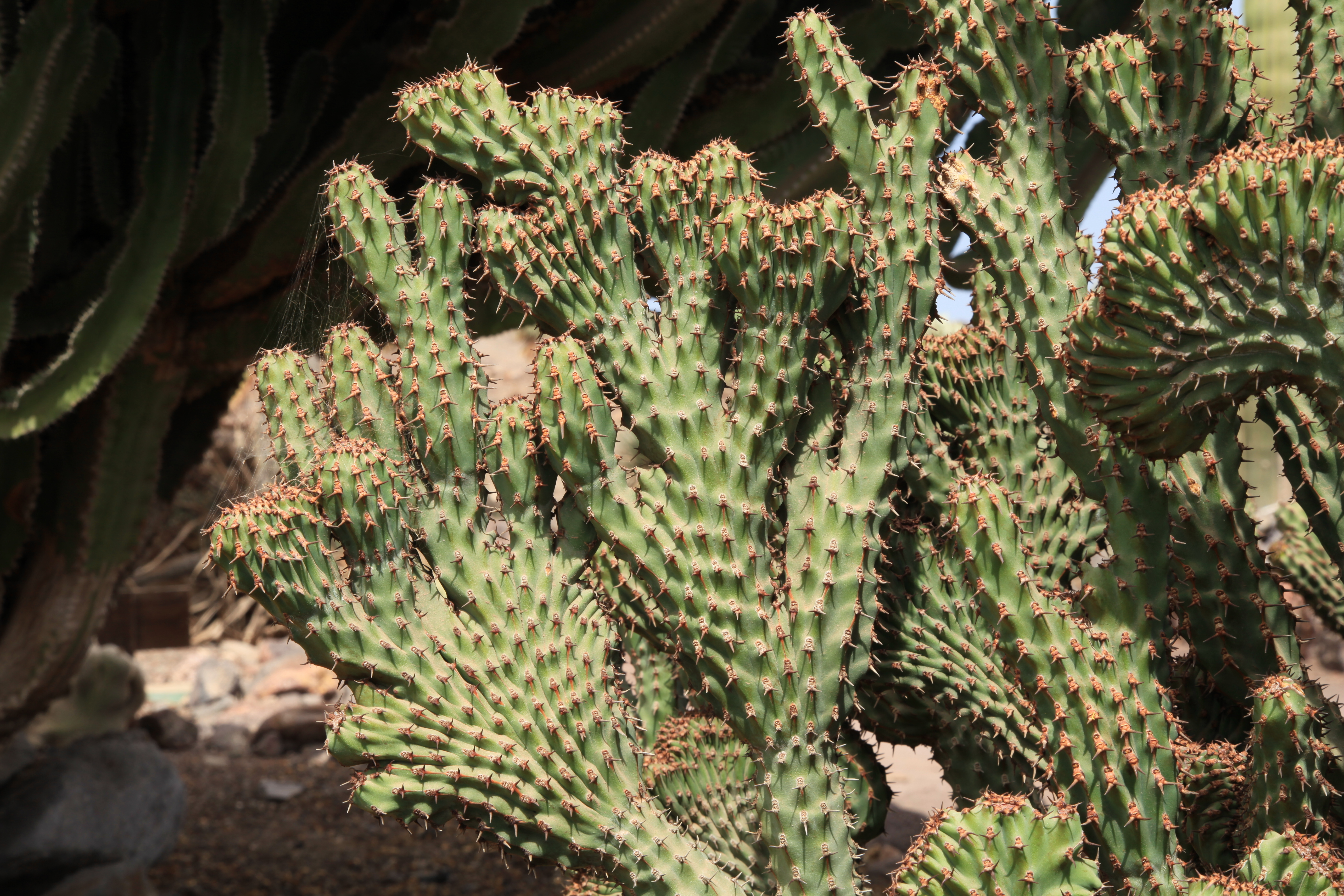